# Могила Леси Украинки

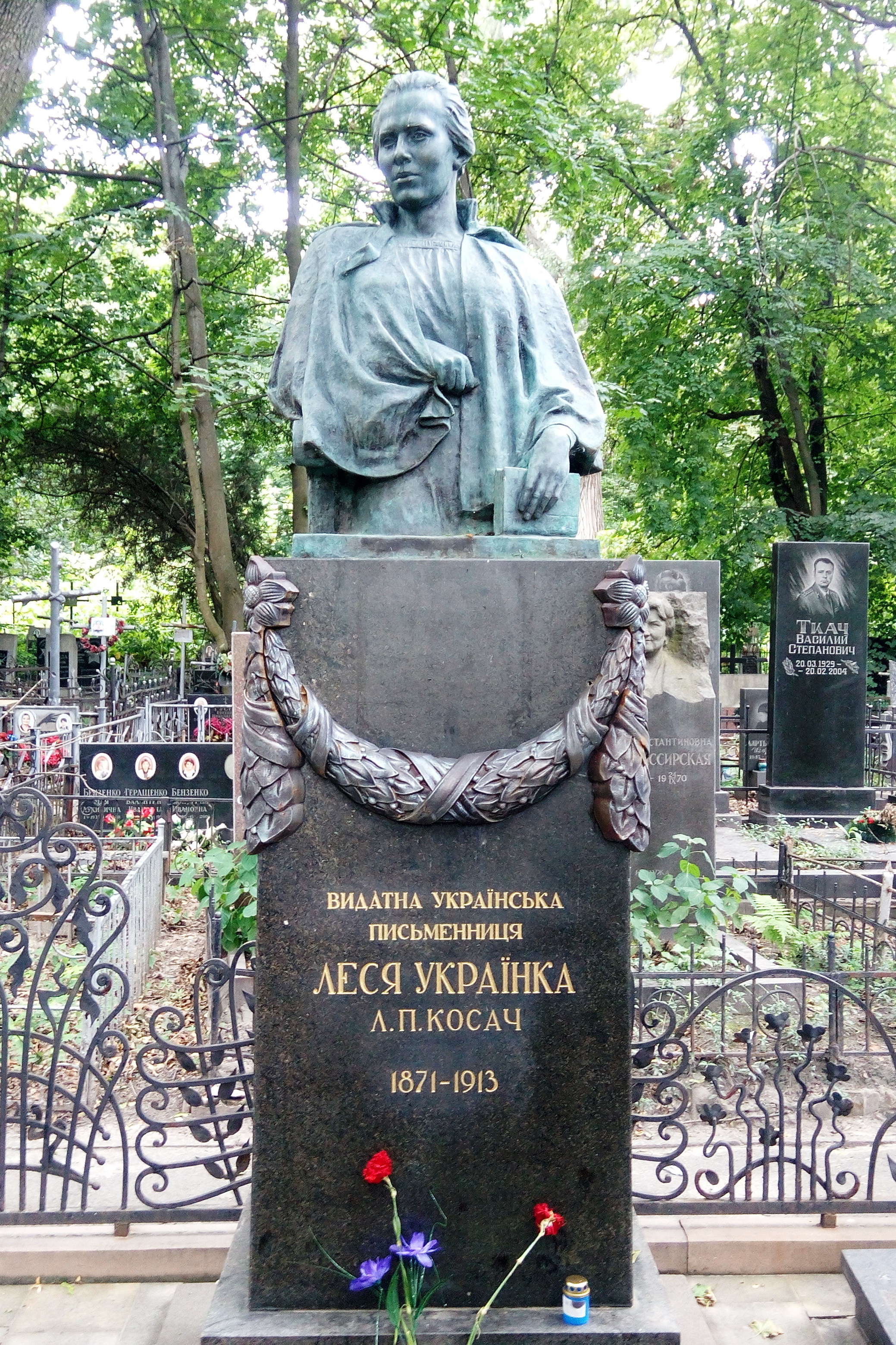
Могила Леси Украинки

Могила поэтессы Леси Украинки (укр. Могила Лесі Українки) — исторический памятник Украины национального значения (1913 года), охранный номер 260003/80-Н.
Находится на Байковом кладбище в Киеве. Надгробный памятник украинской поэтессе, писательнице, переводчику и культурному деятелю Лесе Украинке выполнен из бронзы и гранита по проекту скульптора Г. Л. Петрашевич; установлен в 1939 году.
Рядом с могилой Леси Украинки расположены могилы её родителей — отца Петра Косача (1842—1909), юриста, общественного деятеля, матери Ольги Косач (1849—1930), писательницы, публициста, этнографа, члена-корреспондента Всеукраинской Академии наук и брата писателя Михаила Косача (1869—1903). В 1971 им установлены плиты-надгробия.
Памятник не раз подвергался осквернению и воровству бронзовых элементов: 1 августа 2010 года, 24 апреля 2017 года, 25 февраля 2018 года.